# Osmel Oliva
Osmel Oliva García (L'Avana, 24 aprile 1987) è un cestista cubano.

## Carriera
Con Cuba ha disputato i Campionati americani del 2015.